# Ibn Sayyar al-Warraq
Abu Muhammad al-Muthaffar ibn Nasr ibn Sayyār al-Warrāq (in arabo: أبو محمد المظفر بن نصر ابن سيار الوراق; fl. X secolo) è stato uno scrittore arabo di Baghdad, compilatore di un libro di cucina del decimo secolo, Kitāb aṭ–ṭabīḫ (كتاب الطبيخ Il libro della cucina).
Questo è il primo libro di cucina arabo conosciuto. Contiene oltre 600 ricette divise in 132 capitoli.